# 罗复堪

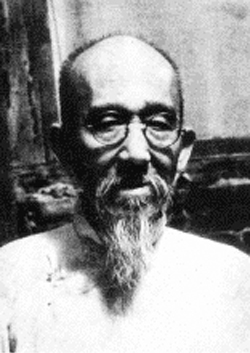
罗复堪

罗复堪（1872年—1955年），名惇㬊，字孝瑴，又字子燮、季孺，号照岩、敷庵、复庵、复闇、复堪（一作复戡），别署悉檀居士、羯蒙老人、凤岭诗人，作画署名曼渊，室号三山簃，广东顺德人，中国书法家、画家、诗人，中华民国时期北京“四大书家”之一（其他三位是宝熙、邵章、张伯英）。他是罗瘿公的从弟，康有为的弟子。

## 生平

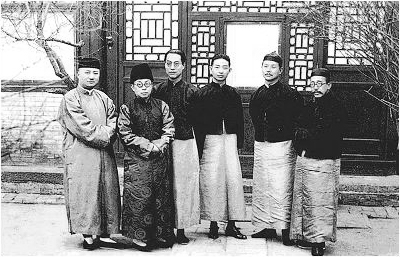
梅兰芳在北京无量大人胡同寓所与挚友合影。左起：李释戡、黄秋岳、赵叔雍、梅兰芳、齐如山、罗复堪。

罗复堪早年曾就读于广雅书院，后从京师大学堂译学馆毕业。清朝末年，曾任邮传部郎中、礼制馆第一类编纂。中华民国成立后，历任北京政府教育部、财政部、司法部参事，国民政府内政部秘书等。中华民国初年，在财政部泉币司供职时，刻有孙中山像的银圆（一说为“袁大头”，即刻有袁世凯像的银圆）上的“壹圆”二字，即出自罗复堪的手笔。
罗复堪12岁开始学习欧体书，15岁开始学习颜体，18岁之后临习汉魏碑以及各家草书，最终以章草在书法界闻名，被称为“现代章草第一人”。他还带动了王秋湄、余绍宋、卓君谋等南方书法家开拓章草书法。早年北京出版的《艺林月刊》、《艺林旬刊》的刊名常为罗复堪题写。
晚年，罗复堪曾长期在北平国立艺专及北京大学文学院教授书法。中华人民共和国成立后，受聘为第一批中央文史研究馆馆员。当时，罗复堪的左臂因病残而无法伸直，但他仍然每日作书。直到83岁逝世，其间70年从未间断作书。除了书法之外，罗复堪对国画也十分精通，但不将作品轻易示人。罗复堪还长于诗文。

## 著作
- 《三山簃诗存》
- 《三山簃学诗浅说》
- 《唐牒楼金石题跋》
- 《晚晦堂帖见》
- 《羯蒙老人随笔》
- 《书法论略》
- 《论书示门人六十首》[3]

## 家庭
- 父：罗家勤，进士，授刑部主事
- 叔父：罗家劭，是罗家勤的胞弟。
- 堂兄：罗瘿公，是罗家劭之子